# Recep Karabacak
Recep Eren Karabacak (* 9. März 1998 in Kaman) ist ein türkischer Fußballspieler.

## Karriere

### Vereine
Karabacak begann mit dem Vereinsfußball in der Jugend von Gençlerbirliği Ankara. Im Frühjahr 2014 erhielt er hier einen Profivertrag und mit der Vertragsunterschrift auch direkt an den Zweitverein von Gençlerbirliği, an den Viertligisten Hacettepe SK ausgeliehen. Dieser Leihvertrag wurde zwei weitere Male um jeweils eine Saison verlängert. In der Saison 2013/14 erreichte er mit seinem Verein die Play-off-Sieger der TFF 3. Lig und Aufstieg in die TFF 2. Lig.
Zur Saison 2016/17 kehrte er zu Gençlerbirliği zurück.

### Nationalmannschaft
Karabacak startete seine Nationalmannschaftskarriere 2012 mit einem Einsatz für die türkische U-16-Nationalmannschaft. 
Mit dieser Auswahl nahm er im Frühjahr 2013 als Teil der Gastgebermannschaft am Ägäis-Pokal teil und wurde hinter der US-amerikanischen U-16-Nationalmannschaft Turnierzweiter. 2014 nahm er mit der gleichen Auswahl an dem Turnier von Montaigu teil und wurde Turnierfünfter. Im Juni 2013 wurde Karabbacak mit der türkischen U-16 hinter der iranischen U-16 Zweiter des Kaspischen Pokals.
Nach 13 weiteren U-16-Einsätzen, begann er für die türkische U-17-Auswahl auszulaufen.

## Erfolge
Mit Hacettepe SK
- Play-off-Sieger der TFF 3. Lig und Aufstieg in die TFF 2. Lig: 2013/14

Mit der türkischen U-16-Nationalmannschaft
- Zweiter im Ägäis-Pokal: 2014
- Fünfter im Turnier von Montaigu: 2014
- Zweiter im Kaspischer Pokalsieger: 2014